# Leskovac
Leskovac (cirill betűkkel Лесковац) város Szerbia déli részén, a Jablanica körzet közigazgatási központja. 2011-ben a város lakossága 60 288 fő volt, míg az önkormányzathoz tartozó többi 143 településsel együtt az összlakosság elérte a 144 206-ot.

## Elhelyezkedése
A város az 50 km hosszú és 45 km széles Leskovaci-völgy közepén fekszik, a tengerszint fölött 228 méter magasságon, a Hisar-hegy tövében. A kis Veternica, a Déli-Morava mellékfolyója folyik át rajta. Közigazgatásilag Közép-Szerbia régióban és a Jablanica körzetben található.  

## Története

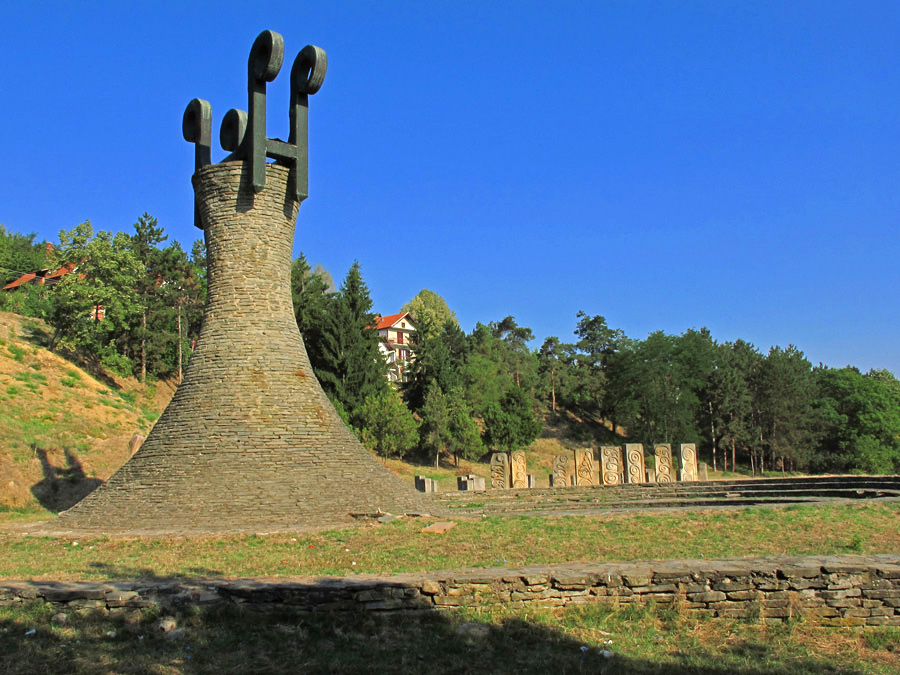
Második világháborús emlékmű

A Histar-hegyen a trák brnjicai kultúra települése állt az i.e. 8. században, melyet cölöperődítmény és vizesárok védett. Az i.e. 1 századi római hódítás előtt a trákok triball törzse és a szkordiszkuszok éltek a területen, kereskedelmi kapcsolataikról görög cserépedények és fibulák árulkodnak. Mala Kopasnicában i.sz. 2. századi római temető található, i.sz. 535-ben pedig a bizánciak alapítottak várost a közelben Justiniana Prima névvel. A 6. században szlávok telepedtek meg a régióban és Leskovac helyén létrehozták Dubočica nevű településüket.
1454-ben a szerbek a dubočicai csatában legyőzték a támadó törököket. Miután az ottománok meghódították Szerbiát, Leskovac a niši szandzsákhoz került. A 15. sz. végén, 16. sz. elején épült a Szűz Mária bemutatása- és a Keresztelő Szent János-kolostor. Leskovac az 1878-as berlini kongresszus után került a független Szerbiához. Bár a függetlenség kezdetben hátrányosan érintette a kereskedelmet, Leskovac híres volt kötélverőiről és a textilipar gyors növekedésnek indult.
A második világháborúban németek szállták meg a várost. A szövetséges bombázásoknak a becslések szerint 1-6 ezer polgári áldozata volt. 1944. szeptember 6-án a teljes belváros elpusztult a bombázásban. 

## Lakosság
A 2011-es népszámlálás szerint Leskovac városában 60 288-an laktak, többségükben szerbek. 2002-es adatok szerint a lakosok 91,25%-a szerb, 6,84%-a cigány és 0,35%-a montenegrói. Ekkor 8 magyar lakott a városban.
Leskovac községhez a városon kívül 143 kisebb-nagyobb település is tartozik, a legnagyobbak a 3000 körüli lakosú Vučje és Grdelica. A teljes lakosság 144 206 volt 2011-ben, ebből 133 632 szerb és 7700 cigány. 2007-ben becslések szerint 500 kínai is élt Leskovacban.

## Kultúra

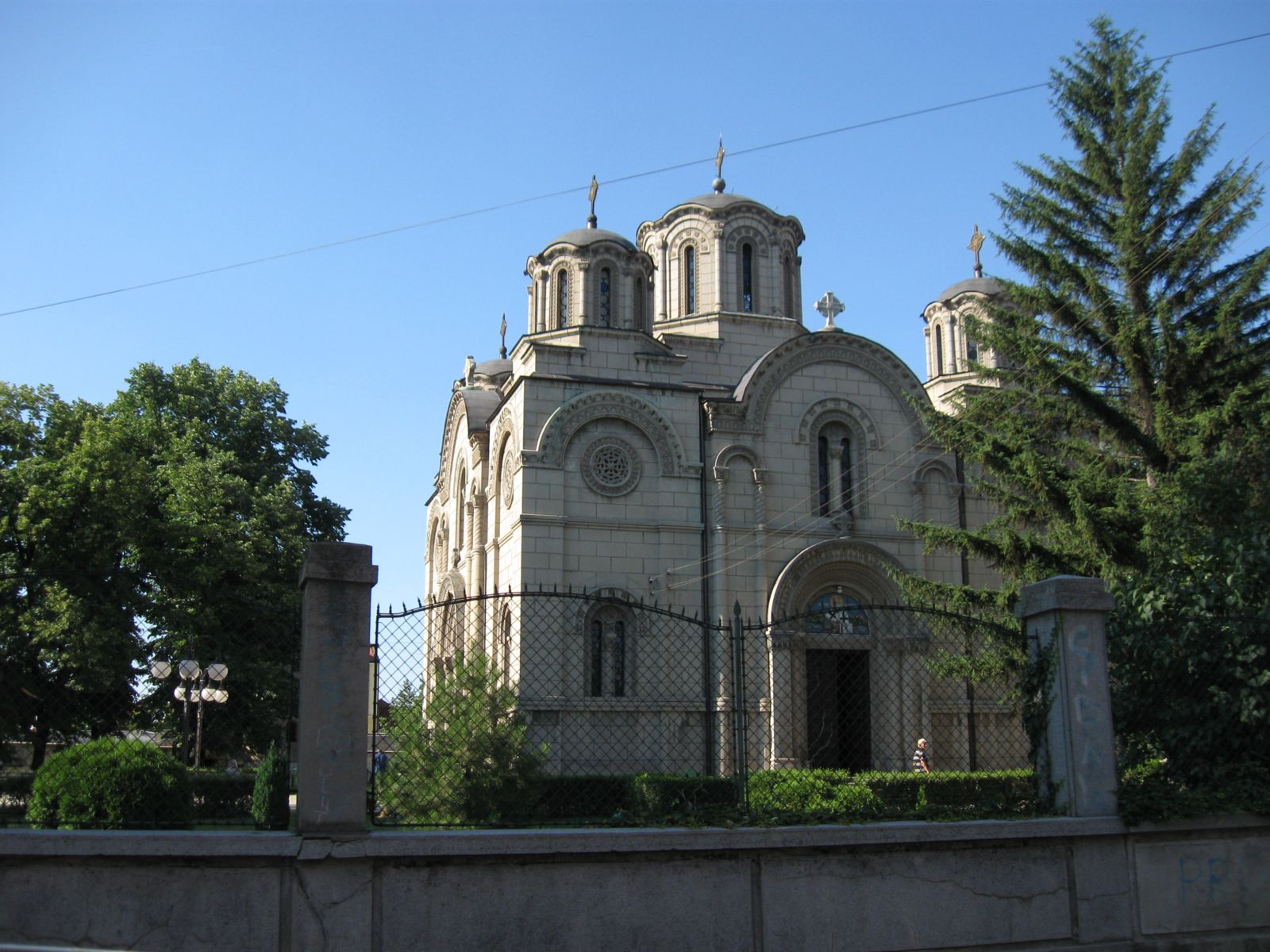
Szent Trojica-székesegyház

### Látnivalók
- Keresztelő Szent János-kolostor
- Szűz Mária bemutatása-kolostor
- Rudare-kolostor
- Čukljenik-kolostor
- Szent Trojica-székesegyház
- Odžaklija-templom

### Események
Minden évben szeptember elején tartják a grillhetet (Roštiljijada), amely öt napig tart. A főutcát ilyenkor lezárják a forgalom elől és különböző grillezett húsokat áruló standokat állítanak fel rajta. 2013-ban 700 ezer látogatója volt az eseménynek. 2009 óta ezzel párhuzamosan tartják a nemzetközi karnevált is.
Minden novemberben kerül sor a Leskovaci Nemzeti Színházban megrendezett 9 napos színházmaratonra.
2008 óta rendezik meg a Leskovaci Nemzetközi Filmfesztivált.

## Testvérvárosok

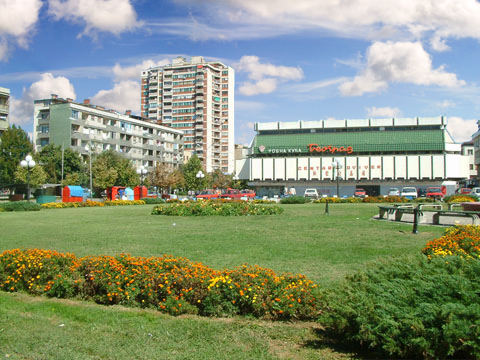
Belvárosi park

- Kjusztendil, Bulgária
- Plovdiv, Bulgária
- Szilisztra, Bulgária
- Kumanovo, Macedónia
- Kutaiszi, Grúzia
- Lojang, Kína
- Okajama, Japán
- Petra, Jordánia
- Poznań, Lengyelország

## A város szülöttei
- Gojko Mitić, színész

## Fordítás
- Ez a szócikk részben vagy egészben  a   Leskovac című angol Wikipédia-szócikk ezen változatának fordításán alapul.  Az eredeti cikk szerkesztőit annak laptörténete sorolja fel. Ez a jelzés csupán a megfogalmazás eredetét és a szerzői jogokat jelzi, nem szolgál a cikkben szereplő információk forrásmegjelöléseként.